# Геошторм
«Геошто́рм» (англ. Geostorm) — научно-фантастический фильм-катастрофа, полнометражный режиссёрский дебют Дина Девлина. В главных ролях — Джерард Батлер, Джим Стерджесс и Энди Гарсиа. Премьера в США состоялась 20 октября 2017 года, в России — 19 октября 2017 года в формате IMAX.

## Сюжет
В ближайшем будущем климат на Земле из-за глобального потепления постепенно ухудшается и угрожает существованию человечества. Для защиты от стихийных бедствий мировые лидеры предложили разработать технологию «Голландец» для коррекции погоды при помощи глобальной сети спутников. В 2019 году начинается её эксплуатация. Спутниковая группировка включает тысячи космических аппаратов на орбите высотой около 400 км, управляется с погодной Международной космической станции (МКС), располагающей штатом в сотни сотрудников и обеспечивающей искусственную гравитацию на борту. Архитектор системы Джейк Лоусон из-за разногласий с сенатским комитетом от руководящей должности отстранён, и пост руководителя проекта был передан его младшему брату Максу.
Спустя три года (2022 год) в работе системы начинаются сбои. Внезапная погодная аномалия, уничтожившая поселение в Афганистане, привлекает внимание правительства США. Команда «Голландца» не может самостоятельно разобраться. Макс упрашивает брата вернуться в проект, и тот с неохотой соглашается, так как не может простить брату своё увольнение. Джейк прилетает на МКС. Как выясняется, на станции недавно произошёл ряд инцидентов. Была потеряна связь с одним из спутников. Из-за разгерметизации погиб сотрудник, пытавшийся разобраться с дефектным спутником, вместе с ним в космос улетел флэш-диск с данными об аварии. Между тем, система не отслеживает техногенную катастрофу — взрыв магистрального газопровода, вызванный резким повышением температуры, который практически стирает с лица Земли район в Гонконге. Член наземной службы гонконгского офиса «Голландца» Чен не может связаться со спутником, контролирующим эту область земной поверхности, и подозревает диверсию. При попытке передать информацию Максу Чена убивают неизвестные.
Джейк и Уте Фассбиндер, командир станции, выходят в открытый космос, пытаясь найти улетевший флэш-диск. Реактивный ранец скафандра Джейка перестаёт реагировать на команды, и тот едва не гибнет. Чудом выживший Джейк находит потерянный флэш-диск и понимает, что компьютерная система станции была взломана при помощи вируса. Доступ Джейка к системе заблокирован вирусом, и он передаёт данные на Землю. Дана, хакер, привлечённый Максом, заходит на сервер Белого дома и обнаруживает там данные о том, что «Голландца» собрались использовать как климатическое оружие. При отладке системы в ней был сохранён сценарий её возможного выхода из строя, вызывающий «геошторм» — шторм глобальных масштабов, угрожающий всему человечеству. Злоумышленники нашли эту отладочную информацию и обратили её против самой системы. За взломом стоит кто-то из Белого дома, так как доступ такого рода был только у Президента США. Систему необходимо полностью перезагрузить, и у братьев есть всего полтора часа на это.
«Голландец» выходит из-под контроля, обрушивая на Токио гигантский град и создавая у побережья Рио-де-Жанейро ледяной фронт, который начинает замораживать всё на своём пути, Джейк и Уте отключают проблемный спутник, выстреливая по нему другим — отремонтированным на станции аппаратом, и останавливают полное уничтожение города, однако вирус включает систему самоуничтожения и всему экипажу требуется срочная эвакуация на челноках. На Земле тем временем Макс со своей подругой организовывают похищение президента США — Эндрю Пальмы, так как его биометрические данные и есть код доступа к «Голландцу». Выясняется, что за взломом стоял государственный секретарь Леонард Декком. Он задумал вернуть утраченное, по его мнению, мировое господство США серией масштабных катаклизмов. Один из членов команды космической станции Дункан Тейлор работал на него и загрузил вирус. Декком спланировал покушение на президента. В ходе очередной предвыборной кампании в Орландо удар «Голландца» вызывает грозовую бурю, которая должна уничтожить стадион, на котором будет выступать президент США. Однако Максу удаётся вывезти и спасти президента от катаклизма, а также поймать Леонарда Деккома, которого позже арестовывают полицейские. Тем временем погодные спутники продолжают выходить из-под контроля — десятки торнадо обрушиваются на Мумбаи, тепловой луч сжигает центр Москвы, а Дубай затапливает огромная волна цунами. Джейк устанавливает связь с Максом и, получив пересланные коды президента, прощается с братом, после чего при помощи Уты в последние секунды перезагружают систему и отключают спутники, все катастрофы на планете предотвращаются. Станция переходит в финальную стадию уничтожения, но Джейк с Утой успевают улететь с гибнущей станции на одном из резервных спутников. В конце братья строят планы о новой, безопасной станции.

## В ролях
| Актёр                 | Роль                                         |
| --------------------- | -------------------------------------------- |
| Джерард Батлер        | Джейк Лоусон                                 |
| Джим Стерджесс        | Макс Лоусон                                  |
| Энди Гарсиа           | Президент США Эндрю Палма                    |
| Эд Харрис             | Государственный секретарь США Леонард Декком |
| Эбби Корниш           | агент Секретной службы США Сара Уилсон       |
| Роберт Шиэн           | Дункан Тейлор                                |
| Амр Вакед             | Рэй Дуссетт                                  |
| Александра Мария Лара | Уте Фассбендер                               |
| Мэр Уиннингэм         | доктор Дженнингс                             |
| Талита Бейтман        | Ханна Лоусон                                 |
| Зази Битц             | Дана                                         |
| Дэниел Ву             | Чен Лонг                                     |
| Эухенио Дербес        | Аль Эрнандес                                 |
| Ричард Шифф           | сенатор Томас Кросс                          |
| Джереми Рэй Тейлор    | Эмметт (в титрах не указан)                  |

## Создание
9 января 2013 года Deadline.com сообщил, что Skydance Productions приобрела сценарий фильма-катастрофы Дина Девлина и Пола Гуйо и назначила Девлина на пост режиссёра. 11 апреля 2014 года The Hollywood Reporter объявил, что главную роль сыграет Джерард Батлер. Пре-продакшн начался 7 июля 2014 года. 15 августа стало известно, что Джим Стерджесс, Эбби Корниш, Эд Харрис и Энди Гарсиа ведут переговоры по поводу ролей в фильме. 19 августа Александра Мария Лара присоединилась к актёрскому составу в роли командира космической станции, а также любовного интереса героя Батлера, помогающей ему спасти мир. 26 сентября было объявлено, что Кэтрин Винник сыграет Оливию, бывшую жену героя Батлера и мать Ханны. 8 октября Эухенио Дербес присоединился к актёрскому составу фильма. 18 ноября было анонсировано, что Стерлинг Джеринс получила роль Ханны.

### Съёмки
Съёмки начались 20 октября 2014 года в Новом Орлеане и продлились до 10 февраля 2015 года. В ноябре 2014 года и январе 2015 года снимались сцены в NASA Michoud Assembly Facility.
Первоначально планировалось, что картина выйдет в октябре 2016 года, затем релиз сдвинули на октябрь 2017 года. Команда создателей не дала объяснений изменению графика. Тестовые просмотры в декабре 2015 года показали слабые отзывы аудитории, и руководство SkyDance приняло решение о значительной доработке высокобюджетной картины. Пересъёмка произошла в конце 2015 — начале 2016 года и стоила компании дополнительные $15 млн бюджета. По отзывам инсайдеров, произошло значительное изменение сюжета, и многие персонажи оказались «за бортом» исправленного сценария.

## Прокат
Фильм-катастрофа про климатический катаклизм стал лидером проката в России и странах СНГ. За первые дни своего показа с 19 по 22 октября картина заработала 294,3 млн руб.

## Критика
Фильм получил в основном негативные отзывы кинокритиков. На сайте Rotten Tomatoes фильм имеет рейтинг 13 % на основе 72 рецензий со средним баллом 3,6 из 10. На сайте Metacritic фильм имеет оценку 21 из 100 на основе 22 рецензий критиков, что соответствует статусу «в целом неблагоприятные отзывы». На сайте CinemaScore зрители дали фильму оценку B-, по шкале от A+ до F.